# Оками

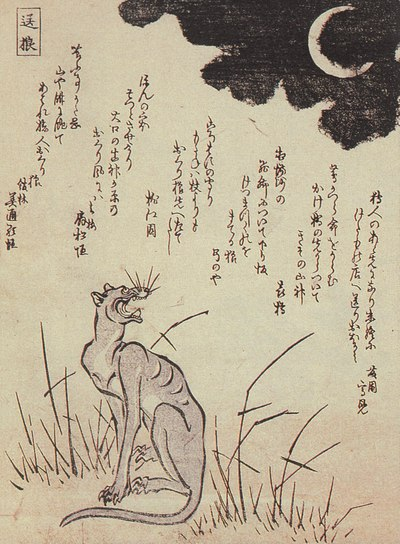
Оками, иллюстрация из Кёка Хяку-моногатари, 1853

Оками (яп. 狼) или магами (яп. 真神) — старояпонское слово для обозначения японского волка, который в настоящее время считается вымершим видом. Является ёкаем и посланником богов-ками, популярным персонажем японского фольклора. Оками понимает человеческую речь и умеет заглядывать в людские сердца, .

## Описание
В отличие от волка из европейских мифов и сказок, который был отрицательным персонажем: коварным, злобным и кровожадным чудовищем, оками в японских «волчьих легендах» (окури-оками) выступает защитником лесов и гор, помощником нуждающихся людей, он заходя предупреждает жителей селений о грядущих природных катастрофах, хранит поля от вытаптывания кабанами и оленями, служит защитником путников в горных лесах. В одной истории он вывел из чащи слепого флейтиста.
Как правило способностями оборотня, в отличие от кицунэ и тануки, не обладает. Лишь в одном предании волк-бакэмоно пожирает человека и обращается в него, чтобы подменить того в семье. Оками довольно стыдливы, они прикрывают свои половые органы хвостом, а если прохожий случайно увидит их за любовным действием, то чтобы оками не почувствовал себя опозоренным, человек должен сам распахнуть свои одежды.
Изображение волка при храме, по поверьям, защищало от пожара и воровства.

## Культурное влияние
- Оками по имени Хоро/Холо из ранобэ, манги и аниме «Волчица и пряности» охраняет посевы земледельцев, которые признают её богиней, но после того, как о ней забывают, оками превращается в девушку и путешествует вместе со странствующим торговцем Лоуренсом на Север, свою родину.
- В анимэ Хаяо Миядзаки «Принцесса Мононокэ» волчица-оками хранит природу от уничтожения людьми, она же удочеряет маленькую девочку, которую воспитывает как родную дочь, но гибнет от огнестрельных ран, полученных в последней битве людей и животных за лес.
- В аниме «Ookami-san» оками является ученицей старшей школы по имени Отоги, она занимается боксом, и с большим удовольствием разбирается с хулиганами, докучающими школьникам. Одна из трёх основных персонажей этой истории.
- «Волчий дождь» — аниме и манга про волков-оками, живущих среди людей. Действие происходит в постапокалиптическом мире на территории бывшей России.
- В компьютерной игре «Okami» главным героем является богиня Солнца Аматэрасу в образе волка-оками. У игры есть продолжение «Okamiden: Chiisaki Taiyo», посвященное приключением волчонка Тибитэрасу.
- В манге и анимэ «Тетрадь друзей Нацумэ» оками по имени Мадара является одним из главных героев, хотя большей частью и принимает образ манэки-нэко.
- Фильм «Волчьи дети Амэ и Юки» повествует о семье, глава которой является оками, а мать — простая хрупкая девушка. Их дети, как и отец, тоже стали оками.
- Одним из персонажей фентезийного романа Андрея Уланова "День Револьвера" является оками Лисса Вей, выдающая себя за китаянку.